# Liste des divisions de l'United States Marine Corps
Ceci est une liste des divisions du Corps des Marines des États-Unis.

## Divisions actives
| Nom officiel             | Insigne | Quartier général                                                   |
| ------------------------ | ------- | ------------------------------------------------------------------ |
| 1re division des Marines |         | Camp de base du Marine Corps Pendleton Californie                  |
| 2e division des Marines  |         | Marine Base Base Camp Lejeune Caroline du Nord                     |
| 3e division des Marines  |         | Camp de base du Corps des Marines Smedley D. Butler Okinawa, Japon |
| 4e division des Marines  |         | Nouvelle-Orléans, Louisiane                                        |

## Divisions inactives
| Official Name           | Inactive | Headquarters |
| ----------------------- | -------- | ------------ |
| 5e division des Marines |          |              |
| 6e division des Marines |          |              |

## Voir également
- United States Marine Corps Judge Advocate Division (en)
- List of United States Marine Corps aircraft wings (en)
- List of United States Marine Corps logistics groups (en)
- List of 1st Marine Division Commanders (en)
- List of 2nd Marine Division Commanders (en)
- List of 3rd Marine Division Commanders (en)